# ノース・イースタン鉄道W1形蒸気機関車
NER W1形蒸気機関車（NER Class W1）は、ノース・イースタン鉄道（NER）が改造により導入した軸配置4-6-2Tの蒸気機関車。ウィルソン・ワーズデル設計W形4-6-0T(1907年導入)の改造機として1914年に導入された。1923年にロンドン・アンド・ノース・イースタン鉄道（LNER）に継承され、A6形となった。

## 改造
7両が1937年から1944年の間に過熱蒸気発生装置を搭載した。

## イギリス国鉄
1947年に1両が廃車となり、残りの9両は1948年にイギリス国鉄に渡り、以下のように改番された。
- 過熱蒸気発生装置搭載車: 69791-69793、69796-69797
- 過熱蒸気発生装置非搭載車: 69794-69795、69798-69799

これは7両に過熱蒸気発生装置が搭載されたことと矛盾する。これはボイラーの変更時に1両から取り外された可能性がある。

## 廃車
1947年に1両が廃車となり、残りも1951年終盤までに廃車となった。